# Bingin Teluk
Bingin Teluk is een bestuurslaag in het regentschap Musi Rawas van de provincie Zuid-Sumatra, Indonesië. Bingin Teluk telt 2318 inwoners (volkstelling 2010).